# Landesverband der Jüdischen Gemeinden von Westfalen-Lippe
Der Landesverband der Jüdischen Gemeinden von Westfalen-Lippe K.d.ö.R. ist ein Zusammenschluss von jüdischen Gemeinden in den Landesteilen Westfalen und Lippe des Landes Nordrhein-Westfalen und zählt ca. 5965 Mitglieder (Stand: 2021). Die größte Gemeinde ist die in Dortmund. Aus dieser kommt der Vorsitzende des Landesverbandes, Zwi Rappoport.
Der Landesverband ist Mitglied im Zentralrat der Juden in Deutschland und umfasst zehn Gemeinden. Sitz des Landesverbands ist Dortmund.
Eine Übersicht über die einzelnen Gemeinden gibt die Navigationsleiste Jüdische Gemeinden im Landesverband Westfalen-Lippe in der Fußzeile dieses Artikels.

## Staatskirchenvertrag
Der Landesverband der Jüdischen Gemeinden von Westfalen-Lippe ist – gemeinsam und gleichberechtigt mit der Synagogen-Gemeinde Köln und dem Landesverband der Jüdischen Gemeinden von Nordrhein – Vertragspartner des Staatsvertrags vom 8. Juni 1993 zwischen dem Land Nordrhein-Westfalen und den jüdischen Gemeinden in Nordrhein-Westfalen. Nach diesem Vertrag erhält der Landesverband 25 Prozent der vertraglich festgelegten staatlichen Zahlungen; er muss diese Gelder auch an andere jüdische Gemeinden in seinem Verbandsgebiet weiterreichen.

## Geschichte

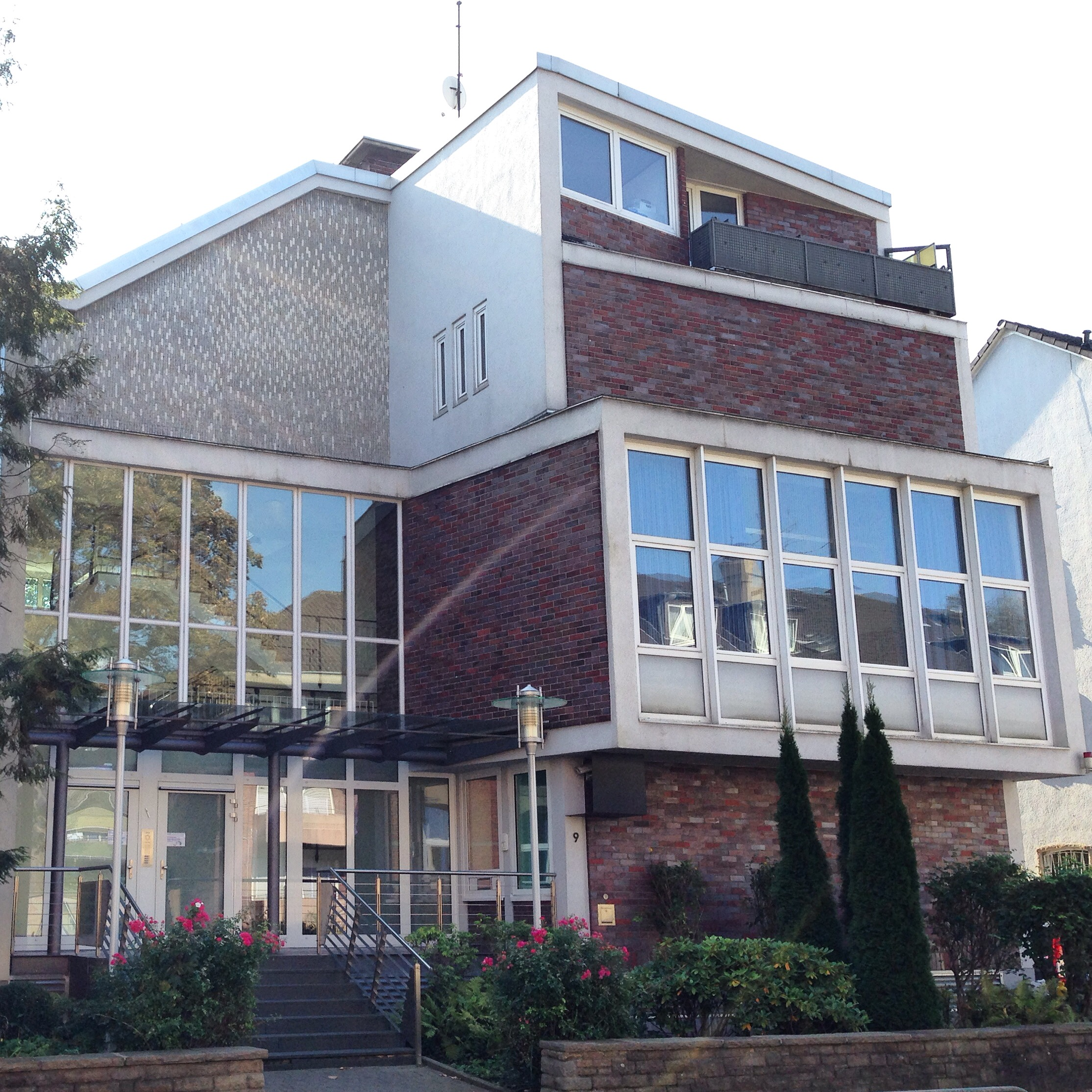
Synagoge der größten Gemeinde in Westfalen Dortmund

Laut Siegfried Heimberg wurden nach dem Zweiten Weltkrieg alle jüdische Personen in Westfalen in Gemeinden erfasst. 1945 gab es noch 18 jüdische Gemeinden. Nach der Zusammenlegung kleinerer Gemeinden verblieben noch zehn Gemeinden, die alle zum Landesverband der Jüdischen Kultusgemeinden von Westfalen gehörten. Im Januar 1946 bildeten die jüdischen Gemeinden in Bielefeld, Bochum-Herne-Hattingen, Dortmund, Gelsenkirchen, Hagen, Herford-Detmold, Minden, Münster, Paderborn und Recklinghausen einen Landesverband, mit Siegfried Heimberg, Max Rosenbaum und Kurt Neuwald aus Gelsenkirchen als Vorstandsmitgliedern. Nach der Gründung des Staates Israel im Mai 1948 und einem neuen amerikanischen Einwanderungsgesetz im Juni 1948 wanderten bis 1949 viele aus dem „Land der Täter“ aus. Selbst viele derjenigen, die letztlich in Deutschland blieben, rechtfertigten ihr Bleiben als vermeintlich vorläufig und sprachen von einem „Leben auf gepackten Koffern“.
1989 gehörten den Gemeinden des Landesverbands Westfalen-Lippe lediglich 745 Personen an. Aufgrund des Zuzugs von Juden aus den GUS-Staaten nach dem Zerfall der Sowjetunion gab es 1997 fast 5000 Mitglieder in den neun jüdischen Gemeinden Westfalens. Besonders großen Zuwachs verzeichneten die Gemeinden in Recklinghausen und in Dortmund. So wuchs die jüdische Gemeinde Dortmund von 1989 bis 1997 von 300 auf 2763 Mitglieder. Die jüdische Gemeinde Recklinghausen wuchs im selben Zeitraum von kaum 100 auf über 1000 Mitglieder, so dass die Bochumer Gemeinde sich verselbständigte.
Jüdische Gemeinden und Institutionen in Westfalen 1962 – Landesverband der jüdischen Kultusgemeinden von Westfalen:
| Jüdische Gemeinden in Westfalen im Jahre 1962                  | Gemeindemitglieder | Vorstand | Anschrift                             |
| -------------------------------------------------------------- | ------------------ | --- | ------------------------------------- |
| Jüdische Kultusgemeinden – Bochum – – Herne – -Recklinghausen- | 76                 | Minna Aron Edgar Wahl                                                                                                   | Recklinghausen, Am Polizeigraben      |
| Jüdische Kultusgemeinde Bielefeld                              | 62                 | Robert Eichengrün | Bielefeld, Stapenhorststr. 35         |
| Jüdische Kultusgemeinde Detmold                                | 40                 | Tobias Blaustein | Detmold, Allee 13                     |
| Jüdische Kultusgemeinde Groß-Dortmund                          | 420                | Siegfried Heimberg Dr. Fritz Klestadt Gustav Steinweg Sally Studzinski                                                  | Dortmund, Prinz-Friedrich-Karl-Str. 9 |
| Jüdische Kultusgemeinde Gelsenkirchen                          | 113                | Kurt Neuwald Louis Salomon Sally Braun Adolf Isenberg Siegfried Josef                                                   | Gelsenkirchen, Von-der-Recke-Straße 9 |
| Jüdische Kultusgemeinde Hagen                                  | 84                 | Richard Hirschfeld Max Blecher                                                                                          | Hagen, Potthofstr. 16                 |
| Jüdische Kultusgemeinde Herford                                | 26                 | Herbert Heinemann Jakob Butter                                                                                          | Herford, Hansastr. 57                 |
| Jüdische Kultusgemeinde Minden                                 | 44                 | Emil Samuel Max Ingberg                                                                                                 | Minden, Kampstr. 6                    |
| Jüdische Kultusgemeinde Münster                                | 141                | Siegfried Goldenberg Hugo Spiegel Hermann Flath Rabb. Dr. Bernhard Brilling Siegbert Lewin Siegmund Spiegel Josef Rybak | Münster, Klosterstr. 8/9              |
| Jüdische Kultusgemeinde Paderborn                              | 55                 | Fritz Goldstein | Paderborn, Theodorstr. 27             |
| Zahl der Juden in Westfalen im Jahre 1962                      | 1.161              | |                                       |
| Zahl der Juden in Westfalen im Jahre 1932                      | 21.595             | |                                       |

| Gemeinde       | 1821   | 1989 | 1991 | 1997  | 2008  | 2013  |
| -------------- | ------ | ---- | ---- | ----- | ----- | ----- |
| Bielefeld      | 184    | 23   | 26   | 31    | 282   | 284   |
| Dortmund       | 371    | 337  | 412  | 2.763 | 3.238 | 3.026 |
| Gelsenkirchen  |        | 79   | 80   | 282   | 410   | 378   |
| Hagen          | 132    | 38   | 53   | 217   | 311   | 288   |
| Herford        | 112    | 23   | 23   | 68    | 106   | 104   |
| Minden         | 278    | 43   | 45   | 64    | 81    | 81    |
| Münster        | 81     | 101  | 126  | 396   | 790   | 722   |
| Paderborn      | 270    | 35   | 36   | 51    | 63    | 52    |
| Recklinghausen | 121    | 66   | 84   | 1.126 | 606   | 571   |
| Bochum         |        |      |      |       | 1.168 | 1.077 |
| Gesamt         | 11.142 | 745  | 885  | 4.998 | 7.055 | 6.583 |

| Jahre | Regierungsbezirk Münster | Regierungsbezirk Minden | Regierungsbezirk Arnsberg | Provinz Westfalen |
| ----- | ------------------------ | ----------------------- | ------------------------- | ----------------- |
| 1825  | 2 611                    | 4 667                   | 3 864                     | 11 142            |
| 1925  | 4 315                    | 3 890                   | 13 380                    | 21 595            |

Die Kreise Westfalens mit ihrer jüdische Bevölkerung im Jahr 1821
| Regierungsbezirk Münster | Gesamtbevölkerung | Jüdische Bevölkerung 1821 |
| ------------------------ | ----------------- | ------------------------- |
| Ahaus                    | 35 237            | 225                       |
| Beckum                   | 30 813            | 330                       |
| Borken                   | 36 647            | 386                       |
| Coesfeld                 | 37 233            | 297                       |
| Lüdinghausen             | 31 300            | 236                       |
| Münster-Land             | 30 346            | 120                       |
| Münster-Stadt            | 16 287            | 81                        |
| Recklinghausen           | 39 645            | 121                       |
| Steinfurt                | 36 839            | 350                       |
| Tecklenburg              | 37 853            | 198                       |
| Warendorf                | 32 204            | 131                       |

| Regierungsbezirk Minden | Gesamtbevölkerung | Jüdische Bevölkerung 1821 |
| ----------------------- | ----------------- | ------------------------- |
| Bielefeld               | 31 443            | 184                       |
| Brakel                  | 21 138            | 437                       |
| Bünde                   | 36 730            | 166                       |
| Büren                   | 28 587            | 414                       |
| Halle                   | 26 825            | 205                       |
| Herford                 | 23 719            | 112                       |
| Höxter                  | 21 231            | 533                       |
| Minden                  | 43 759            | 278                       |
| Paderborn               | 28 184            | 270                       |
| Rahden                  | 32 399            | 217                       |
| Warburg                 | 28 315            | 1.125                     |
| Wiedenbrück             | 31 833            | 374                       |

| Regierungsbezirk Arnsberg | Gesamtbevölkerung | Jüdische Bevölkerung 1821 |
| ------------------------- | ----------------- | ------------------------- |
| Altena                    | 27 492            | 126                       |
| Arnsberg                  | 20 360            | 140                       |
| Bochum                    | 29 642            | 228                       |
| Brilon                    | 29 970            | 650                       |
| Dortmund                  | 31 947            | 371                       |
| Hagen                     | 44 446            | 132                       |
| Hamm                      | 32 228            | 164                       |
| Iserlohn                  | 25 727            | 344                       |
| Lippstadt                 | 25 758            | 534                       |
| Meschede                  | 22 634            | 205                       |
| Olpe                      | 24 010            | 33                        |
| Siegen                    | 34 676            | 14                        |
| Soest                     | 34 541            | 349                       |
| Wittgenstein              | 16 931            | 281                       |